# Rem als Jocs Olímpics d'estiu de 1924 - Dos amb timoner masculí
La prova del dos amb timoner masculí fou una de les set que es disputaren als Jocs Olímpics de París de 1924 i que formaven part del programa de rem. La prova es va disputar entre el 14 i el 17 de juliol de 1924, amb la presència de 15 remers, procedents de 5 països diferents.

## Medallistes
| Or                                                         | Plata                                                          | Bronze                                                    |
| SuïssaEdouard Candeveau · Alfred Felber · Emile Lachapelle | ItàliaErcole Olgeni · Giovanni Scatturin · Gino Sopracordevole | Estats UnitsLeon Butler · Harold Wilson · Edward Jennings |

## Resultats

### Sèries
Es disputaren el 15 de juliol. Els dos primers equips de cada sèrie passaven a la final.
| Pos. | Nació        | Remers                                            | Temps  |
| ---- | ------------ | ------------------------------------------------- | ------ |
| 1    | França       | Eugène Constant - Raymond Talleux Marcel Lepan    | 7'36"6 |
| 2    | Estats Units | Leon Butler - Harold Wilson Edward Jennings       | 7'41"0 |
| 3    | Bèlgica      | Alphonse Dewette - Eugène Gabriels Marcel Wauters | ND     |

| Pos. | Nació  | Remers                                                 | Temps  |
| ---- | ------ | ------------------------------------------------------ | ------ |
| 1    | Suïssa | Édouard Candeveau - Alfred Felber Émile Lachapelle     | 7'43"0 |
| 2    | Itàlia | Ercole Olgeni - Giovanni Scatturin Gino Sopracordevole | 7'45"2 |

### Final
Es disputà el 17 de juliol.
| Pos. | Nació                           | Remers                                                 | Temps  |
| ---- | ------------------------------- | ------------------------------------------------------ | ------ |
| 1    | Civil Ensign of Switzerland.svg | Édouard Candeveau - Alfred Felber Émile Lachapelle     | 8'39"0 |
| 2    | Itàlia                          | Ercole Olgeni - Giovanni Scatturin Gino Sopracordevole | 8'39"1 |
| 3    | Estats Units                    | Leon Butler - Harold Wilson Edward Jennings            | ND     |
| 4    | França                          | Eugène Constant - Raymond Talleux Marcel Lepan         | ND     |